# آكيركبي
آکیرکبي (بالدنماركية: Aakirkeby أو Åkirkeby) هي بلدة تقع في الدنمارك يبلغ عدد سكانها 2,052 نسمة (بحسب إحصاء 1 يناير 2015). وهي ثالث أكبر بلدة على جزيرة بورنهولم في بحر البلطيق، وكانت سابقاً البلدة الرئيسية لبلدية آکیرکبي الملغاة إدارياً.
تقع البلدة وسط القسم الجنوبي من جزيرة بورنهولم بين بلدتيّ رونه ونيكسو. لدى قناة «TV2» التلفزيونية الدنماركية مكتباً محلياً في البلدة. يمكن ترجمة «آکیرکبي» (Aakirkeby) من الدنماركية تقريباً بمعنى «بلدة تيار مياه الكنيسة»، وتعني «Å» أو «Aa» «تيار مياه»، أمَّا عند الحديث عن الكنيسة الموجودة في البلدة بمفردها والعائدة إلى منتصف القرن الثاني عشر، فتُقسم إلى كلمتين اثنين بالدنماركية: «Aa Kirke».
تقع «طاحونة هواء Myreagre» المُبيّضة بالطلاء الأبيض التي يعود تاريخ تشييدها إلى عام 1865 على مسافة 3 كـم شرقي بلدة آکیرکبي على الطريق إلى بلدة نيكسو.

## أعلام
- كلاوس بوندام

## وصلات خارجية
- الموقع الرسمي
- جزيرة بورنهولم